# Marguerite Syamour
Marguerite Syamour, pseudonimo di Marguerite Gagneur (Bréry, 10 agosto 1857 – Parigi, 21 maggio 1945), è stata una scultrice francese.
Impegnata nella difesa della Repubblica, della laicità e del femminismo, è l'autrice di numerose sculture delle quali la maggior parte si trova nei comuni del Giura (Saint-Claude, Poligny, Saint-Lothain, Châtelneuf), o nei musei di Cambrai, Grenoble e Besançon, o ancora al cimitero di Père-Lachaise a Parigi.

## Biografia
Suo padre Wladimir Gagneur, nato a Poligny nel Giura nel 1807, fu un avvocato, giornalista e politico, discepolo di Charles Fourier. Difensore della Repubblica quando avvenne il colpo di stato del 2 dicembre 1851, venne bandito dall'impero. Una volta rientrato in Francia, sposò Marie-Louise Mignerot (1832-1902), una letterata femminista e laica. La loro figlia Marguerite nacque il 10 agosto 1857 a Bréry, vicino Poligny, e Jules Grévy, un condiscepolo di suo padre a Dole, le fece da padrino. Militando nella sinistra repubblicana, Wladimir Gagneur venne eletto deputato del Giura nel 1869 e lo rimase fino alla sua morte nel 1889. Anche Marguerite sarà legata profondamente ai valori repubblicani del progresso sociale e d'emancipazione.
Ella si sposò a Parigi il 31 luglio 1879 con Ernest Gegout, dal quale divorziò nel 1887. Ella scelse di diventare un'artista e si formò nello studio di Antonin Mercié (1845-1916), anch'egli un furierista. La carriera artistica di Marguerite Gagneur iniziò nel 1884 con lo pseudonimo di "Syamour", unione di Syam, il nome di un villaggio nel Giura, e la parola amour, "amore".

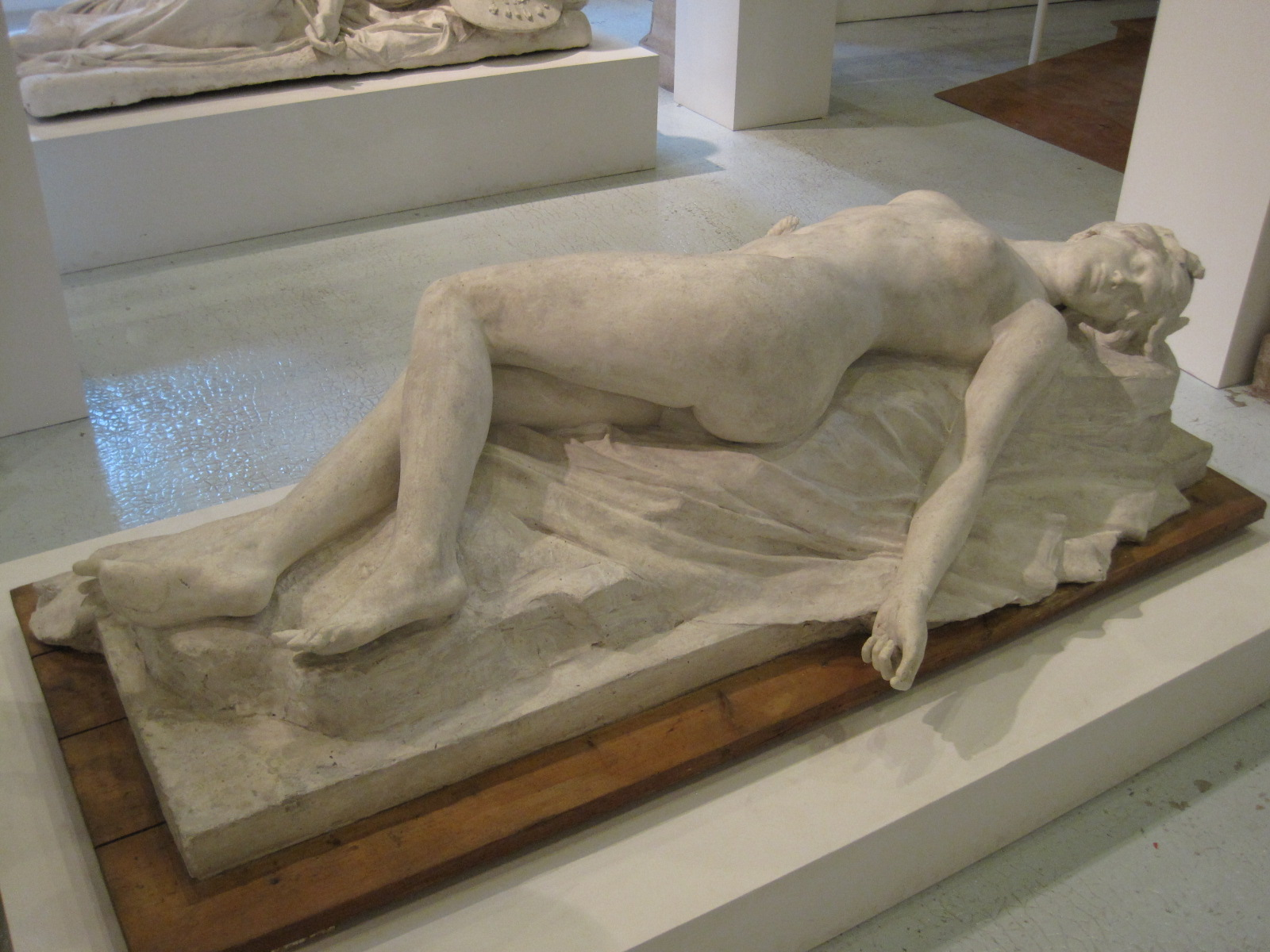
Saffo addormentata, gesso, 1897

A partire dal 1890, ella visse a Parigi con sua madre al numero civico 6, in rue du Val-de-Grâce nel quartiere omonimo, molto vicino a Montparnasse, e stabilì il proprio studio non lontano dalla rue d'Assas. Divenne amica del suo vicino, il pittore e cartellonista ceco Alfons Mucha, per il quale posava: egli ne fece una litografia, Primavera del 1889, e si riconosce Marguerite in altre opere muchiane, ma senza certezza. Il suo salotto accoglieva artisti, politici e occultisti come il colonnello de Rochas. Incontrò anche altre personalità in vista come il celebre esploratore Pietro Savorgnan di Brazzà. In questo periodo realizzò opere come la Saffo addormentata, realizzata dapprima in gesso e poi in marmo nel 1897.
Dopo la morte di sua madre nel febbraio del 1902, Syamour si risposò il 12 novembre 1902 con Jean-Gérard Fréchout, un medico di Salins-le-Bains, nel Giura. In seguito divenne amica di Victor Poupin, un giornalista anticlericale, consigliere generale di Champagnole e deputato della sinistra radicale, e visse nella sua casa di Châtelneuf fino alla morte di lui nel 1906.
In seguito lavorò a Parigi e partecipò a varie mostre, soprattutto nel 1912. La sua carriera terminò con la prima guerra mondiale, ma lei visse ancora a lungo, morendo a Parigi il 21 maggio 1945. Venne cremata e le sue ceneri sono conservate nel colombario del cimitero di Père-Lachaise a Parigi, con l'iscrizione: "Mme SYAMOUR / Marguerite Fréchou-Gagneur / Sculpteur-statuaire / 1857-1945".

## Opere

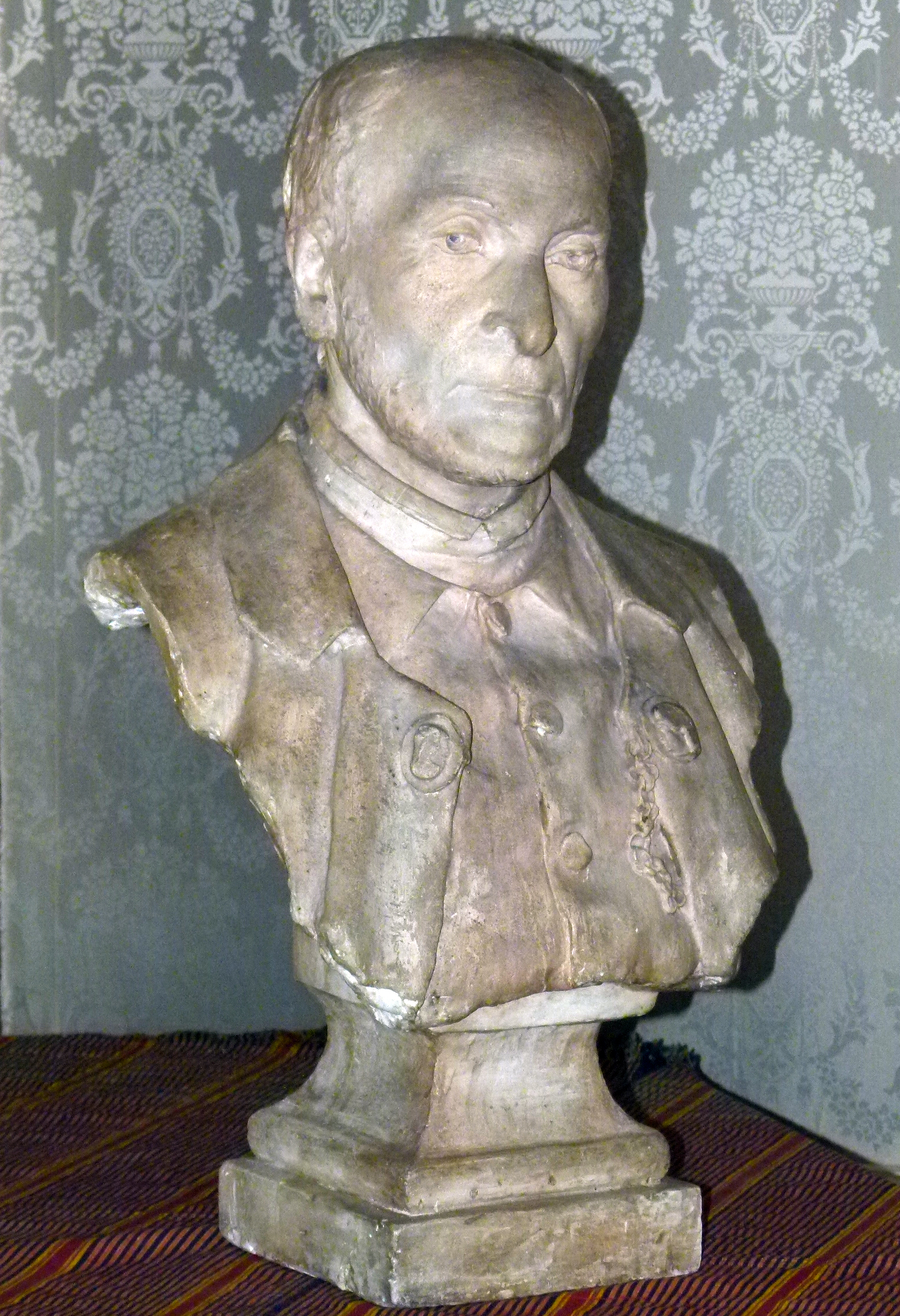
Busto di Victor Schœlcher, busto in gesso, 1904, museo Bartholdi, Colmar

Syamour espose al Salone degli artisti francesi tra il 1885 e il 1912, così come al Salone degli Champs-Élysées, alla galleria Georges Petit e all'esposizione universale del 1900. Molte delle sue opere furono acquistate dallo stato ed ella partecipò allo sviluppo di vari monumenti pubblici, in particolare nel Giura.
La sua maestria offre sia il realismo mostrato dai busti dei suoi contemporanei sia il simbolismo nella realizzazione classica di allegorie dove si percepisce la sensibilità muliebre come nell'Aurora o il nudo sdraiato della Saffo addormentata. Le sue opere mostrano anche il suo impegno repubblicano e furierista: diverse Marianne, un busto del comunardo Frédéric Cournet, del socialista utopista Charles Fourier, del pensatore socialista e repubblicano Victor Considerant, dell'abolizionista Victor Schœlcher, o ancora il monumento a Voltaire e Christin a Saint-Claude (distrutto nel 1942). Legata alla sua regione natale, la Giura, che conserva la maggior parte delle sue opere, ella rese omaggio alle personalità francontesi di sinistra come suo padre Wladimir Gagneur o Charles Sauria, l'inventore dei fiammiferi.

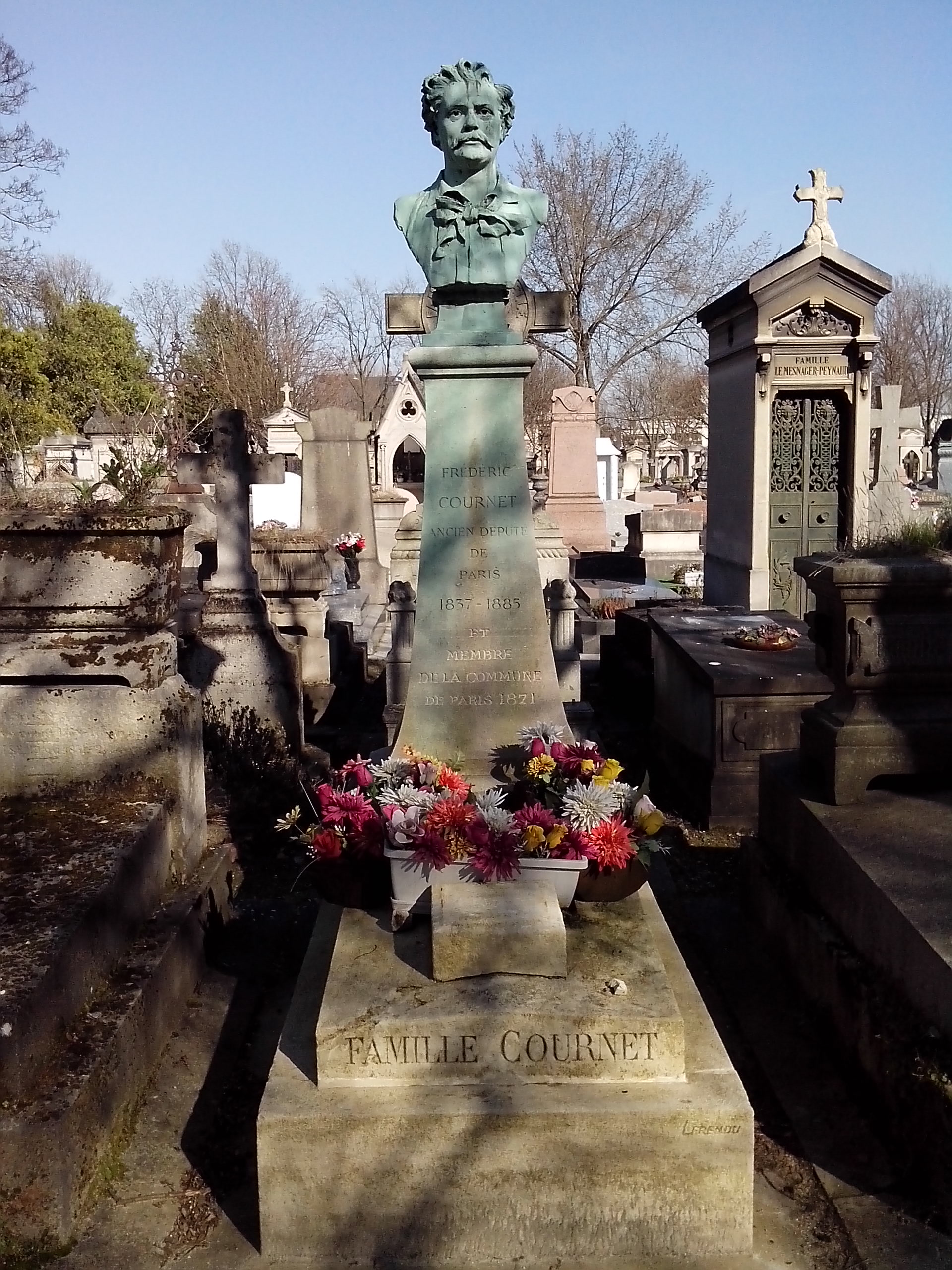
Busto di Frédéric Cournet, bronzo, 1886, cimitero di Père-Lachaise di Parigi

Ella scolpì quasi 200 busti, tra i quali quelli di :
- Frédéric Cournet, 1886, busto in bronzo, cimitero di Père-Lachaise a Parigi;
- Madame Clemenceau, busto in gesso, 1885;
- Jules Grévy, busto in gesso, Salone degli artisti francesi del 1885 (fusione in bronzo a Mont-sous-Vaudrey, Giura, distrutta nel 1942);
- Auguste Vacquerie, busto in marmo, Salone degli artisti francesi del 1886;
- Charles-Gabriel-Frédéric Christin, busto in bronzo, 1887, Saint-Claude, Giura;
- Clarisse Coignet, busto in marmo bianco, 1888, museo di Besançon;
- Pietro Savorgnan di Brazzà, medaglione in gesso, 1888, museo di Besançon;
- Marie-Louise Gagneur, busto in gesso, Salone degli artisti francesi del 1890;
- Wladimir Gagneur, 1890, Poligny, Giura, distrutto nel 1942;
- Charles Fourier, busto in gesso, Salone degli artisti francesi del 1893;
- Jean Macé, busto in gesso, esposizione di arti decorative dell'unione contese del 1897;
- Colonnello de Rochas, un militare, busto in gesso, 1898, museo di Grenoble;
- Charles Sauria, busto in bronzo, 1898, Saint-Lothain, Giura;
- Victor Considerant, busto in bronzo, 1901, place des Cordeliers, Salins-les-Bains, Giura;
- Victor Schœlcher, busto in bronzo, 1904, Houilles (Yvelines), prova del 1913 a Basse-Terre nella Guadalupa;
- Victor Schœlcher, busto in gesso, 1904, museo Bartholdi, Colmar (prova in bronzo destinata a Fessenheim);[10]
- Voltaire, busto in bronzo, 1906, Châtenay-Malabry;[11]
- Victor Poupin, 1906, busto in bronzo che orna la tomba al cimitero di Châtelneuf, Giura;
- René Viviani;
- André Theuriet, busto, Salone degli artisti francesi del 1908, conservato ad Auberive.

Statue
- Le Vigneron, 1890, bronzo, Poligny, Giura ;
- Voltaire, 1887, Saint-Claude, distrutto nel 1942 ;
- Les Adieux de Camille Desmoulins.

Allegorie

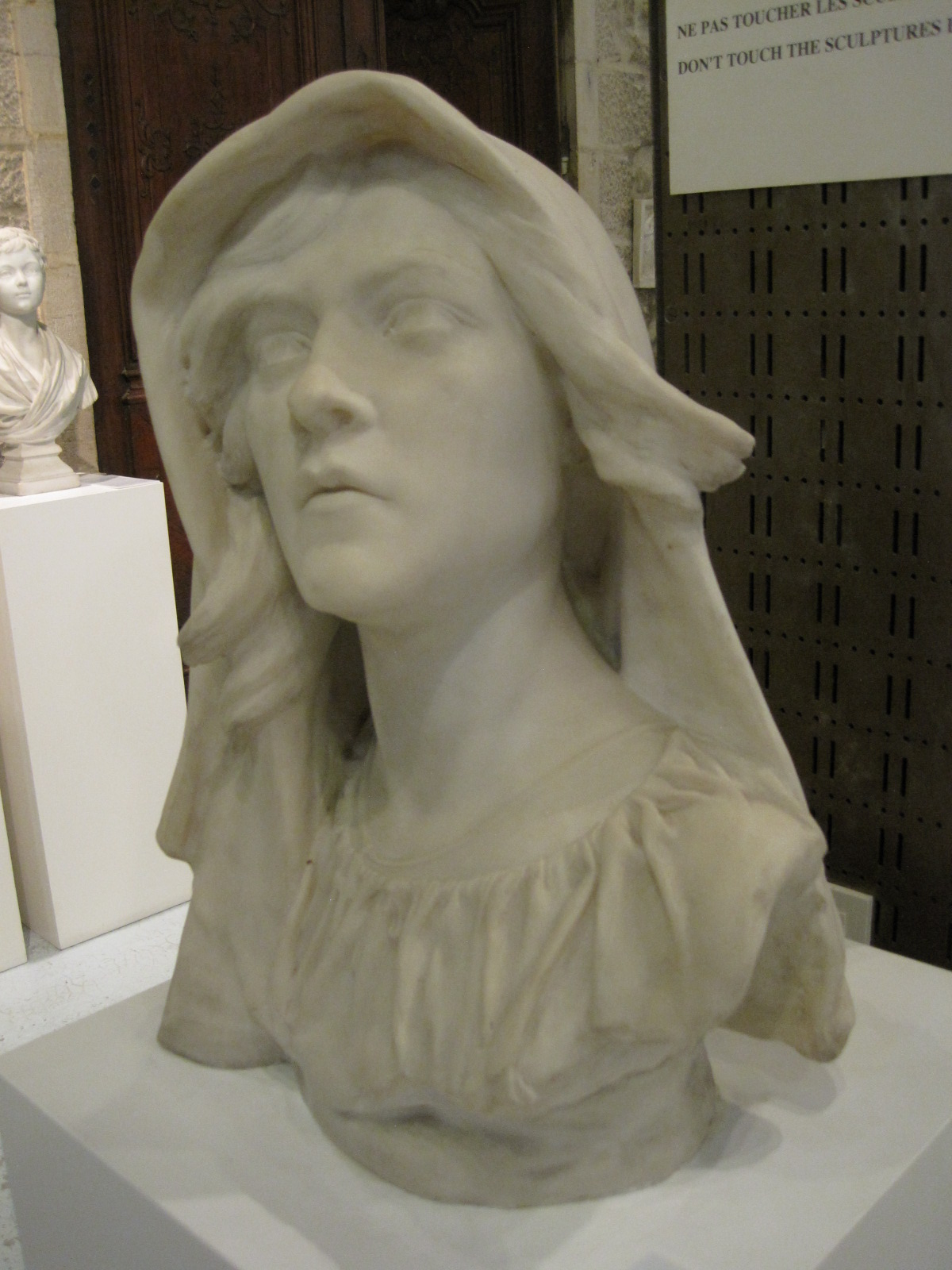
Visione, 1903 circa, marmo bianco, museo di belle arti di Lons-le-Saunier

- La Repubblica, 1884, medaglione en gesso sulla base, 1884, museo d'Arbois, Giura;[12]
- Marianne, bronzo, Châtelneuf;
- Marianne, 1885, medaglione in gesso, museo d'Airvault (Deux-Sèvres), realizzato per la composizione del catafalco di Victor Hugo;[13]
- La Repubblica, 1885, medaglione in gesso, municipio di Bréry, Giura ;
- La Francia nuova, gesso, Salone degli artisti francesi del 1886, ospizio Saint-Roch à Issoudun;
- Diana, gesso, 1891, museo di Sault, Vaucluse;
- Musica d’amoure, 1894, altorilievo in gesso, museo di belle arti di Besançon;
- Meditazione, 1896, marmo, museo di belle arti di Besançon;
- Saffo addormentata, 1897, gesso, Lons-le-Saunier (versione in marmo al museo di Cambrai, acquisita dallo stato al Salone del 1898);[14]
- Armonie, altorilievo in bronzo, Salone degli artisti francesi del 1898;
- La notte d'ottobre, gesso, Salone degli artisti francesi del 1901;
- Visione, 1903 (?), busto, marmo bianco, museo di belle arti di Lons-le-Saunier;
- Ricordo, gesso, Salone degli artisti francesi del 1904;
- Bagnante, Salone degli artisti francesi del 1904;
- L’aurora, 1904, marmo, giardini del ministero della giustizia, Parigi;
- La Repubblica, 1907, busto, Poligny, Giura, distrutta nel 1942.

## Omaggi
- Un'associazione degli amici della Marianne di Châtelneuf venne creata nel 2011 per promuovere l'allegoria della Repubblica realizzata da Syamour attraverso la diffusione di repliche della statua per i comuni del Giura.[15]
- Un francobollo da collezione stampato in 200 esemplari è stato prodotto dalla Poste in occasione della fiera dei sindaci e delle autorità locali della Franca Contea nel 2011.[16]